# عمارة الحداثة

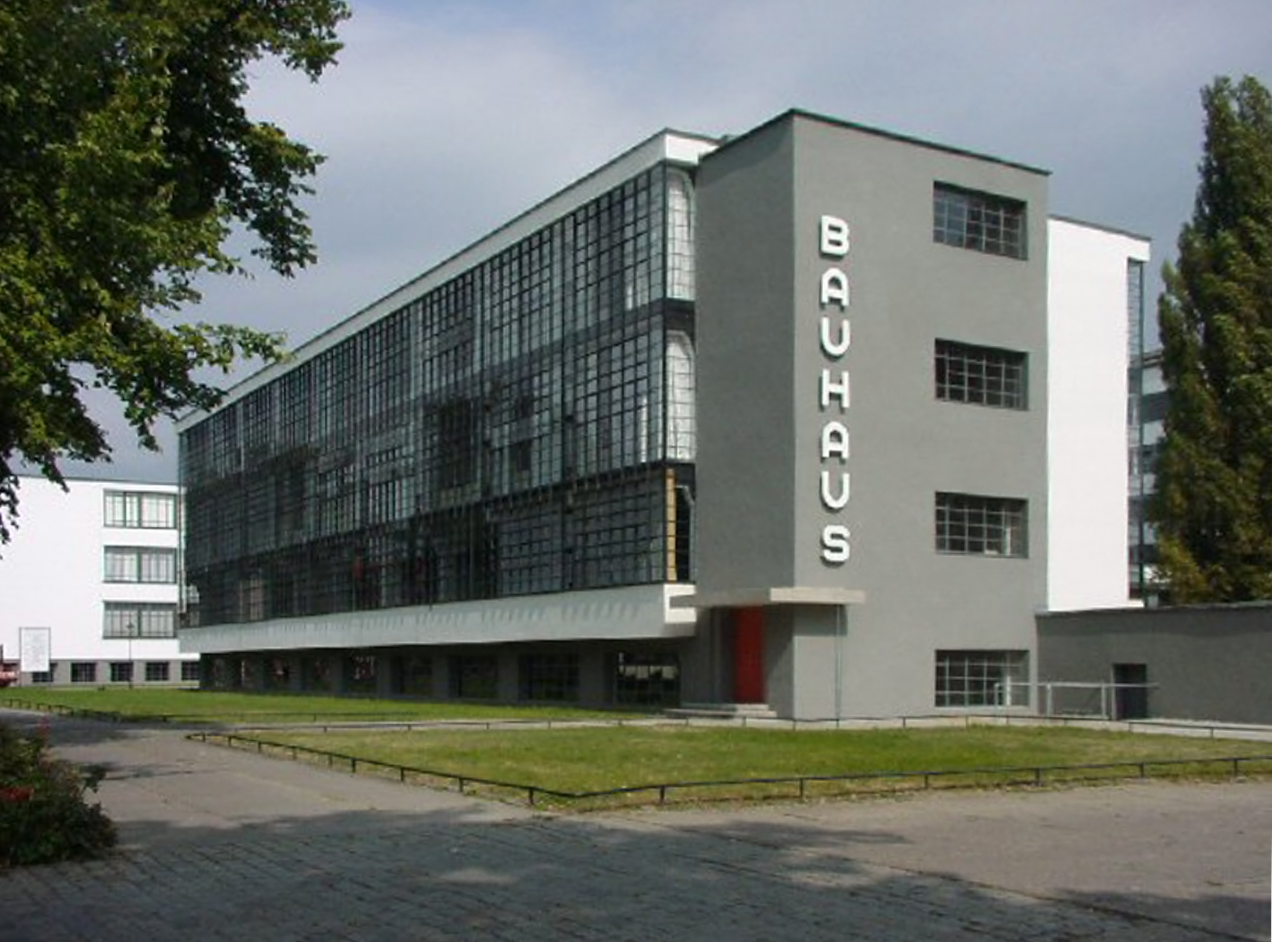
مبنى مدرسة باوهاوس

العمارة الحديثة (بالإنجليزية: Modern Architecture) هي فترة معمارية ذات اتجاه يضم مجموعة من المدارس والأساليب المعمارية التي لها خصائص متشابهة، والتي تشترك في المقام الأول بتبسيط الأشكال ونبذ الزخرفة. اشتهر بها كثير من معماريي القرن العشرين المعروفين، ولكن كان عدد المباني الحديثة قليل جدا في الفترات الأولى من هذا القرن.أصبحت مبانيها مهيمنة على الطراز المعماري لمباني المؤسسات والشركات لثلاثة عقود. يضم اتجاه العمارة الحديثة، عدة مدارس هي: مدرسة عمارة الحداثة Modernism (حوالي 1890-1945) ومدرسة الحداثة المتأخرة Late Modernism (بين 1945-1980) ومدرسة ما بعد الحداثة Post Modernism (بدأت منذ 1980) ومدرسة الحداثة الجديدة New Modernism.
يشار بالذكر إلى انه لا تزال خصائص واصول العمارة الحديثة عرضة للتأويل والنقاش.

## تاريخ

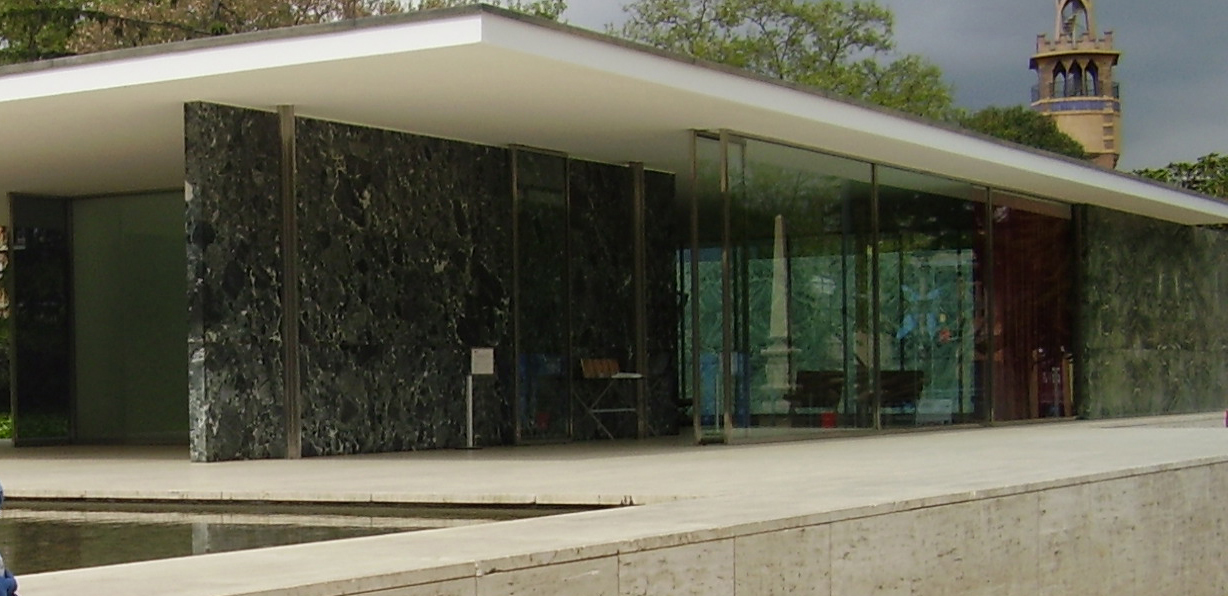
بافيلون مس فان دي رو

تأثرت عمارة الحداثة بالثورة الصناعية التي ادت إلى ان تخأذ المدن منها طابعها، مما أدى إلى ثورة الرجوع للطبيعة ومحاولة ايجاد الحلول المناسبة. مرت العمارة الحديثة بعصر قوتها في العشرينات وهو العصر الذي صاحب ازدهارها، ثم زاد انتشارها في الخمسينات، ومع نهاية الستينات، فقدت هذه الحركة كثيراً من قوتها الأيديولوجية بوفاة لو كوربوزييه عام 1965م، كما فقدت في نفس الوقت الكثير من قيمتها الروحية والعاطفيه كمحاولة للتأثير على المجتمع، وإن كان بعض من مدرسة الحداثة قد احيوا وانعشوا بعض مبادئها مثل الإتجاهات المستقبلية بواسطة مجموعة الأرشيجرام والإتجاه الإنشائي في إيطاليا، ولكن عموماً قد أصبح فكر العمارة الحديثة خاوياً ونستطيع بكثير من الثقة ان نقول أن عمارة الحداثة بمبادئها قد ماتت ولم يعد لها وجود سوى في بعض المدارس الأكاديمية تحت ما يسمى بعمارة ميز المتأخرة، أو عمارة لويس كان، وهذه الاتجاهات تجمع معاً فيما يسمى بالمرحلة الأخيرة لعمارة الحداثة المتأخرة وهذان الاتجاهان باسميهما يشيران إلى أننا تخطينا مرحلة الحداثة وأن هذه الإتجاهات البارعة ما خرجنا إلا من طياتها، حتى يمكن التمييز بين المعماريين من أصحاب إتجاهي الحداثة المتأخرة وما بعد الحداثة.

## نقد للحداثة

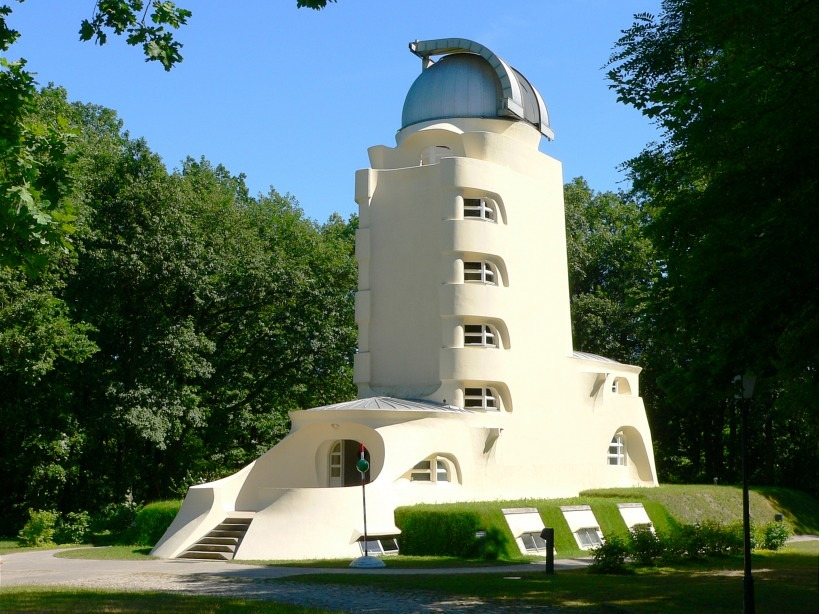
برج أينشتاين

لقد انفصلت الحداثة المعمارية نهائيا عن لغة العمارة، هذه اللغة التاريخية التي عبرت عن الإنسان الذي أنشأ العمارة من أجله. وبقيت عمارة الحداثة بدون لغة وبدون هوية«لأن اللغة هي المعبر عن الهوية» كما يقول هيدغر الفيلسوف الألماني، وليس بإمكاننا اعتماد عمارة لاهوية لها ولا تساعد الإنسان على العيش في بيئته التاريخية والاجتماعية. لقد كانت العمارة تعبر عن مفهوم قومي، ثم أصبحت اعتباطية فاقدة الشخصية، فالعمارة كما يقول هيدغر هي«بيت الوجود». ومع أن العمارة هي خلية عمرانية، فإنها أصبحت في عالم الحداثة بعيدة عن شروطها التي تحدثنا عنها «اللقاء والتوافق والسكينة».
لقد تجاهلت عمارة الحداثة هوية التشخيص إذ أصبحت الأشكال كما يقول مس فان دي رو، نتيجة عملية التصميم والابتكار. إن إهمال لغة الذاكرة التاريخية في الحداثة المعمارية، دفع المعمار إلى التعويض عن التاريخ بالحوافز الصناعية، فأصبحت الحداثة مجرد هواية ومغامرة اعتباطية.
واعتقدت الحداثة أنها انتصرت عندما تبنت الرأي القائل«بأن جميع المشاكل المعمارية قابلة للحل عن طريق الحداثة»، وإنه ليس من قلق إذا ما نحن تخلينا عن التاريخ الجمالي للعمارة. ولا يرى روجرز نفسه هذا القول صحيحا بل يعتقد «إن شعارات الحداثة أصبحت دوغماتية، وما هي إلا تبرير للتدهور الاقتصادي الذي تحاول الحداثة إنقاذه»، ويضيف «كانت الحداثة تحوي عوامل ضعفٍ قاتلة، كما كانت تحتوي على إمكانيات عالية»، ويتفق عدد كبير من المعماريين على مهاجمة الحداثة لنزعتها النخبوية واتجاهها في تدمير المدينة على الرغم أنهم من ممثلي الحداثة.

## اتجاهات فترة الحداثة

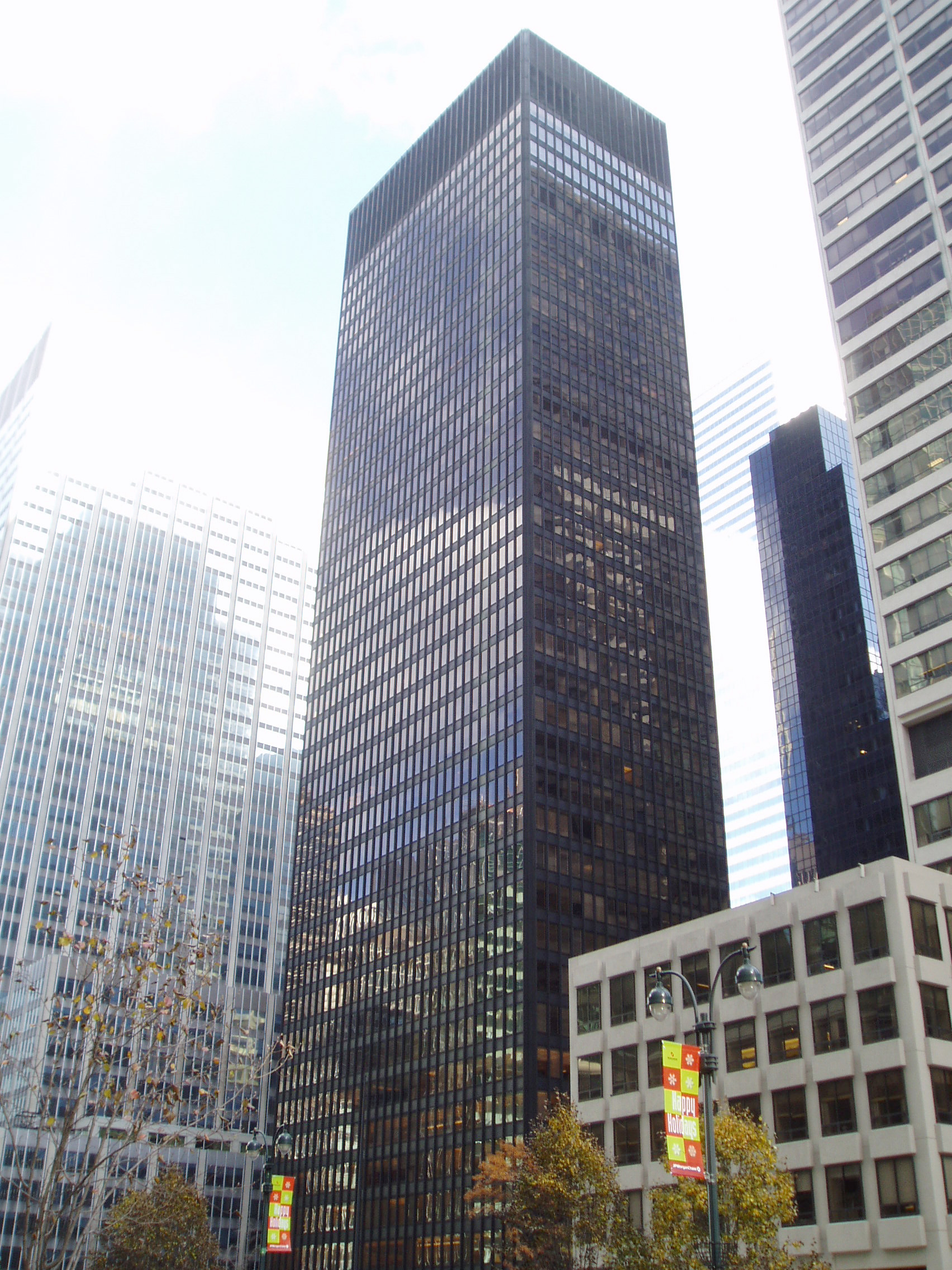
مبنى برج سيغرام في الولايات المتحدة

- مدرسة عمارة الحداثة (1890-1945) - Modernism :
  - المستقبلية
  - التعبيرية
  - التكعيبية

ظهر خلال هذه الفترة الأسلوب الدولي (International Style) والذي يشمل عدة مدارس معمارية تتصف بنفس الصفات تقريبا، وهي كالتالي:
- - باوهاوس، ظهرت في ألمانيا
  - دي شتيل، ظهرت في هولندا
  - البنائية، ظهرت في روسيا
- مدرسة عمارة الحداثة المتأخرة (1945-1980) - Late Modernism :
  - هاي تيك
- مدرسة عمارة ما بعد الحداثة (منذ 1980) - Post Modernism :
  - التفكيكية
- مدرسة عمارة الحداثة الجديدة - New Modernism :